# Leanid Karnienka
Leanid Leanidavič Karnienka, accreditato come Leanid Karneyenka dalla FIS (in bielorusso Леанід Леанідавіч Карніенка?; 20 agosto 1987), è un ex fondista bielorusso.

## Biografia
In Coppa del Mondo ha esordito il 17 dicembre 2006 a La Clusaz nella staffetta conclusa in 14ª piazza. Nella medesima stagione ha preso parte ai Mondiali di Sapporo 2007, dove a sorpresa ha vinto la medaglia d'argento nella 15 km in tecnica libera.
Due anni più tardi ha partecipato ai Campionati mondiali di Liberec 2009 senza ottenere grandi risultati, mentre l'anno successivo ha preso parte ai Giochi olimpici invernali di Vancouver 2010, giungendo 63° nella 15 km e 51° nella sprint.

## Palmarès

### Mondiali
- 1 medaglia:
  - 1 argento (15 km a Sapporo 2007)

### Coppa del Mondo
- Miglior piazzamento in classifica generale: 128º nel 2009